# Wiesen bei Frankenholz und Oberbexbach
Wiesen bei Frankenholz und Oberbexbach este o arie protejată (arie specială de conservare — SAC, sit de importanță comunitară — SCI) din Germania întinsă pe o suprafață de 52 ha, integral pe uscat.

## Localizare
Centrul sitului Wiesen bei Frankenholz und Oberbexbach este situat la coordonatele 49°22′19″N 7°15′38″E / 49.3719°N 7.2606°E.

## Înființare
Situl Wiesen bei Frankenholz und Oberbexbach a fost declarat sit de importanță comunitară în octombrie 2000 pentru a proteja 3 specii de animale. Situl a fost protejat și ca arie specială de conservare în iulie 2016.

## Biodiversitate
Situată în ecoregiunea continentală, aria protejată conține 1 habitat natural: Fânețe de joasă altitudine (Alopecurus pratensis, Sanguisorba officinalis).
La baza desemnării sitului se află mai multe specii protejate:
- păsări (2): capîntortură (Jynx torquilla), sfrâncioc roșiatic (Lanius collurio)
- nevertebrate (1): fluturele purpuriu (Lycaena dispar)

Pe lângă speciile protejate, pe teritoriul sitului au mai fost identificate 2 specii de plante.